# João Cutileiro
João Pires Cutileiro (Lisboa, 26 de junio de 1937 - Ibidem, 5 de enero de 2021) fue un escultor portugués.

## Biografía
De familia burguesa de origen alentejano, nació en Lisboa. Su madre era ama de casa, natural de Pavia, que se fue a vivir a Évora, donde se casó con José Cutileiro, el cual era un médico de la Organización Mundial de la Salud afincado en aquella ciudad. De los tres hijos de la pareja, João Cutileiro era el del medio, hermano de José Cutileiro. En Lisboa, la familia Cutileiro vivía en la Av. Elías García, en una casa famosa por ser frecuentada por la llamada intelectualidad, un grupo de personalidades de la época. António Pedro, uno de ellos, lo lleva a dibujar en su atelier, en 1946. Durante los dos años que trabajó allí, estuvo fuertemente influenciado por el surrealismo. La familia del padre era republicana y opuesta al régimen del Estado Novo; la familia de la madre era católica conservadora, además de partidaria del régimen de Salazar.
Cuando tenía seis años, la familia abandonó la ciudad de Évora y fue a vivir en Lisboa. Posteriormente, su padre, que sufría limitaciones en la dirección del Centro de Salud de Lisboa por motivos políticos -antes, fue retirado de un concurso para profesor de la Facultad de Medicina de Lisboa a causa de la interferencia del PIDE- comienza a ejercer su profesión en el servicio la Organización Mundial de la Salud. Es así como, debido a la actividad profesional de su padre, Cutileiro pasa parte de su adolescencia en países tan diferentes como Suiza, India y Pakistán.
Entre 1949 y 1951 asistió al estudio de Jorge Barradas, donde realiza trabajos de maqueta y pintura, además de vidriado cerámico. Disgustado, se trasladó al estudio de António Duarte, donde era un sitio de construcción asistente, voluntario, durante dos años. Allí se puso en contacto con la piedra, ya que su trabajo consistía en agrandar las maquetas de la obra maestra, ponerlas en yeso y, a esta última, metamorfosearlas en mármol. En 1951, a los 14 años presentó su primera exposición individual en Reguengos de Monsaraz, en una tienda de máquinas de coser, mostrando esculturas, pinturas, acuarelas y cerámica.
Completó el bachillerato en el Colégio Valsassina, y fue durante este período que presentó su ideología política al adherirse a la organización juvenil del Movimiento por la Unidad Democrática (MUD). Años más tarde, en 1960, volvió a ocupar un cargo político cuando entró en el Partido Comunista Portugués (PCP). Este paso por el PCP como militante fue breve, porque la "celda" a la que pertenecía fue desmantelada y se perdieron los contactos.
De camino a Kabul, para visitar a su padre que permanecería allí durante un año, pasó por Florencia, donde quedó encantado con la obra de Miguel Ángel. Luego confirmó una tendencia que existía desde los seis años, cuando talló un belén, la tendencia hacia la escultura. A su regreso a Lisboa, se matriculó en la Escuela Superior de Bellas Artes de Lisboa (ESBAL), siendo alumno de Leopoldo de Almeida.
No pasó más de dos años en ESBAL, entre 1953 y 1954, porque se dio cuenta de que en Portugal el único material considerado útil era el bronce y se combatía la investigación, el experimentalismo y la creatividad. Dejó el país bajo la influencia de Paula Rego, quien lo introdujo, en Londres, en la Slade School of Art. En esa escuela, a la que asistió entre 1955 y 1959, desarrolló sus habilidades con su maestro escultor Reg Butler y al final recibió tres premios: composición, figura y cabeza.

### Vida profesional
Cuando comenzó a utilizar máquinas eléctricas para realizar el trabajo, se dedicó al mármol, y aparecen figuras, paisajes, cajas y árboles. En los diez años posteriores a 1961, organizó cinco exposiciones en Lisboa y una en Oporto.
En 1970 regresa a Portugal y se instala en Lagos. Allí ejecutó su obra más polémica, D. Sebastião, erigida en esa misma ciudad.
Esta obra enfrentó el academicismo del Estado Novo y recibió fuertes críticas, con Cutileiro diciendo, de manera irónica, que abandonó la escultura, convirtiéndose solo en un fabricante de objetos destinados a la burguesía intelectual occidental, sorprendiendo a los escultores, por segunda vez, él mismo siendo esa la función de un escultor, la de creador de piezas decorativas. Esta frase también tenía la intención de menospreciar las críticas de quienes pensaban que era un escultor menor.
Obtuvo una mención de honor en el Premio Soquil en 1971 y cinco años más tarde, sus esculturas y mosaicos se exhibieron en Wuppertal, Alemania, seguidas de exposiciones en Évora (1979, 1980 y 1981). En 1980 su trabajo regresó a Alemania, pero a Dortmund. Ese mismo año expuso en Washington D. C. y en la Sociedad Nacional de Bellas Artes. Al año siguiente, participó en el Simposio de Escultura en Piedra, en la ciudad de Évora, y en una exposición en la Jones Gallery, en Nueva York. El 3 de agosto de 1983 se le concedió el grado de Oficial de la Orden Militar Antigua, Nobilissima e Ilustrada de Sant'Iago da Espada, de Mérito Científico, Literario y Artístico.
Su costilla del Alentejo le llevó a trasladarse a Évora en 1985 y allí se expone, en su casa, gran parte de su oferta de obras.
Las Cutileiro Girls, irónicamente así llamadas, son probablemente su tema más famoso y le han valido (y valen) la gloria y el dinero más distinguidos, pero también el desprecio por parte de algunos.
En 1988, realizó exposiciones en Almancil, Macao y Lisboa y, al año siguiente, otras exposiciones en Almancil y la capital de Portugal. En 1990 creó una exposición que se presentó como una retrospectiva de su arte, en Lisboa, en la Fundación Calouste Gulbenkian. Esto le provocó la amargura de ver sólo una parte de su obra mostrada y que no podría reunir todas sus obras a la vez.
En 1992 y 1993, realizó más exposiciones en Bruselas, Luxemburgo, Évora, Guimarães, Lagos, Almancil y Lisboa, seguidas de otras en los años siguientes.

### Fallecimiento
Murió el 5 de enero de 2021 en un hospital de Lisboa.

## Reconocimientos
- Doctorado honoris causa por la Universidad de Évora.
- Doctorado honoris causa por la Universidad de Nova de Lisboa (2017)